# Félicité de Lamennais
Hugues Félicité de Lamennais (19. juni 1782 i Saint-Malo – 27. februar 1854 i Paris) var en fransk præst, filosof og forfatter af politiske skrifter.

## Levned
Lamennais beskæftigede sig i sin ungdom især den franske oplysningstids filosoffer og især Jean-Jacques Rousseau. Lamennais' filosofiske skrifter er et forsøg på at sammenkæde  Katolicisme med Liberalisme og oplysningstidens fremskridtstro. I den forbindelse var den institutionelle og ideologiske forbindelse mellem kirken og det feudale monarki var ham en torn i øjet. Under indflydelse af Rousseau gik han ind for demokrati og republik og krævede tanke-, tros-, religions- og pressefrihed foruden adskillelse af stat og kirke. Samtidig var den dybt troende katolik talsmand for pavens autoritet i trosspørgsmål og gik ind for en centralisering af kirken. 
Hans tanker blev fremført i tidsskriftet L'Avenir, som han udgav sammen med teologen Lacordaire, politikeren Montalembert og flere andre intellektuelle.
Hans revolutionære ideer førte uvægerlig til at han fik fjender blandt de konservative biskopper. I 1832 fordømte pave Gregor 16., uden at nævne Lamennais navn, hans skrifter i sin encyklika Mirari vos og skrev ligeledes encyklikaen Singulari nos (1834) med undertitlen: "Om Lamennias' fejltagelser".
Lamennais anses også for at være et af grundlæggerne af Fideismen, en ekstrem form for katolsk trosfilosofi.

## Værker i udvalg
- Réflexions sur l'état de l'église en France pendant le 18ieme siècle et sur sa situation actuelle (1808)
- De la tradition de l'église sur l'institution des éveques (1814)
- Essai sur l'indifference en matière de religion (1817ff.)
- De la religion considérée dans ses rapports avec l'ordre public et civil (1825–1826)
- Les Progrès de la revolution et de la guerre contre l'église (1828)
- Paroles d'un croyant (1800)
- Le Livre du peuple (1837)
- De l'esclavage moderne (1839)
- Politique à l'usage du peuple (1839)
- Esquisse de philosophie (1840)